# Werner Potzernheim
Werner Potzernheim (8 de março de 1927 — 22 de abril de 2014) foi um ciclista alemão, profissional entre 1954 e 1966.

## Biografia
Potzernheim nasceu em Hamburgo e com treze anos de idade, mudou-se para Hanôver. Quatro anos depois, começou sua carreira como um ciclista profissional, participando nos Jogos Olímpicos de Helsinque 1952. Competiu na prova de velocidade, conquistando a medalha de bronze, atrás de Enzo Sacchi (Itália) e Lionel Cox (Austrália). Um ano depois, no Campeonato Mundial de Ciclismo em Pista, realizado em Zurique, na Suíça, voltou a conquistar outra medalha de bronze.
Além deste feito nos Jogos de Helsinque e no mundial, Potzernheim também já ganhou o campeonato nacional de modo contínua entre 1955 e 1965.
Faleceu em 22 de abril de 2014, em Hemmingen, aos 87 ano de idade.